# Pianosonate nr. 6 (Beethoven)
Pianosonate nr. 6 in F majeur, op. 10 nr. 2, is een pianosonate van Ludwig van Beethoven. Beethoven componeerde het tussen 1796 en 1798. Het stuk van circa 13 minuten is geschreven voor Anne Margarete von Browne.

## Onderdelen
De sonate bestaat uit drie delen:
- I Allegro
- II Allegretto
- III Presto

### Allegro
Dit is het eerste deel van de sonate. Dit deel is in de sonatevorm geschreven, de standaard vorm van het eerste deel in een sonate. Het stuk is in F majeur.

### Allegretto
Dit is het tweede deel van de sonate. Het stuk is geschreven in de A-B-A vorm. Het stuk lijkt meer op de bagatelles van Beethoven dan op zijn scherzi. Het stuk is geschreven in F mineur.

### Presto
Dit is het derde deel van de sonate. Het stuk heeft ook de sonatevorm en is geschreven in F majeur.